# Trophis scandens
Trophis scandens är en mullbärsväxtart. Trophis scandens ingår i släktet Trophis och familjen mullbärsväxter.

## Underarter
Arten delas in i följande underarter:
- T. s. megacarpa
- T. s. scandens

## Bildgalleri

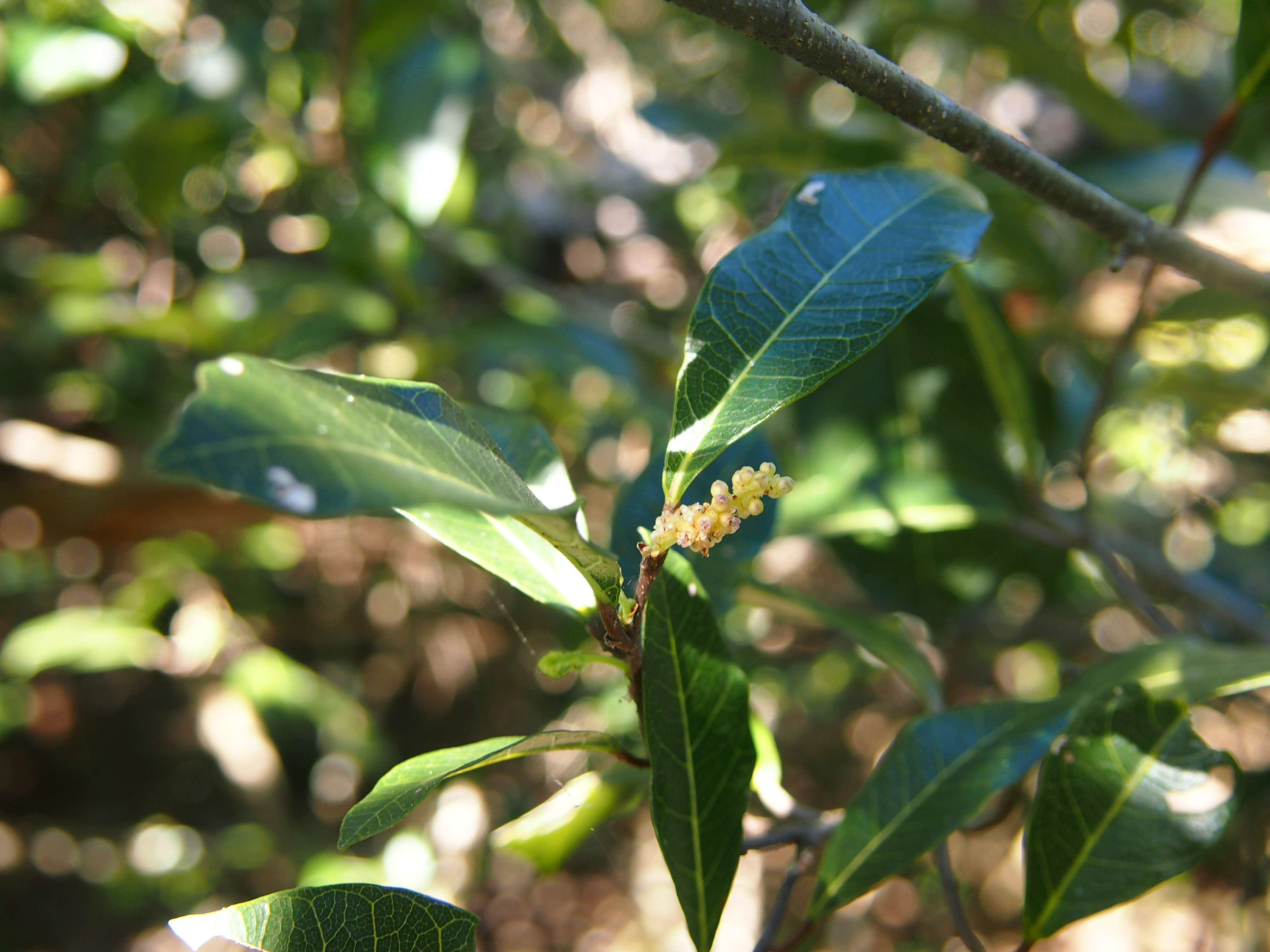
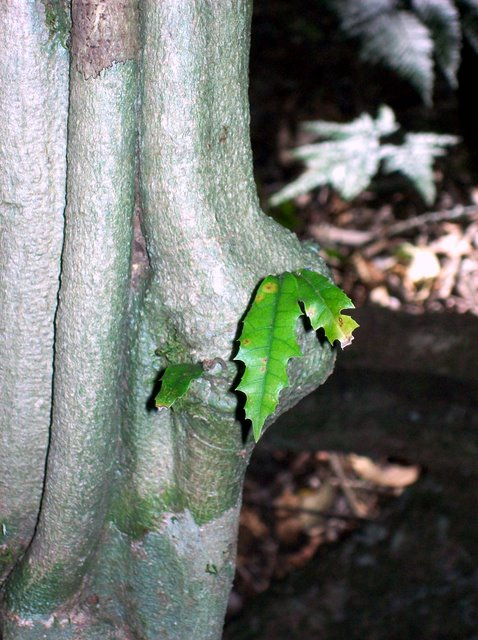
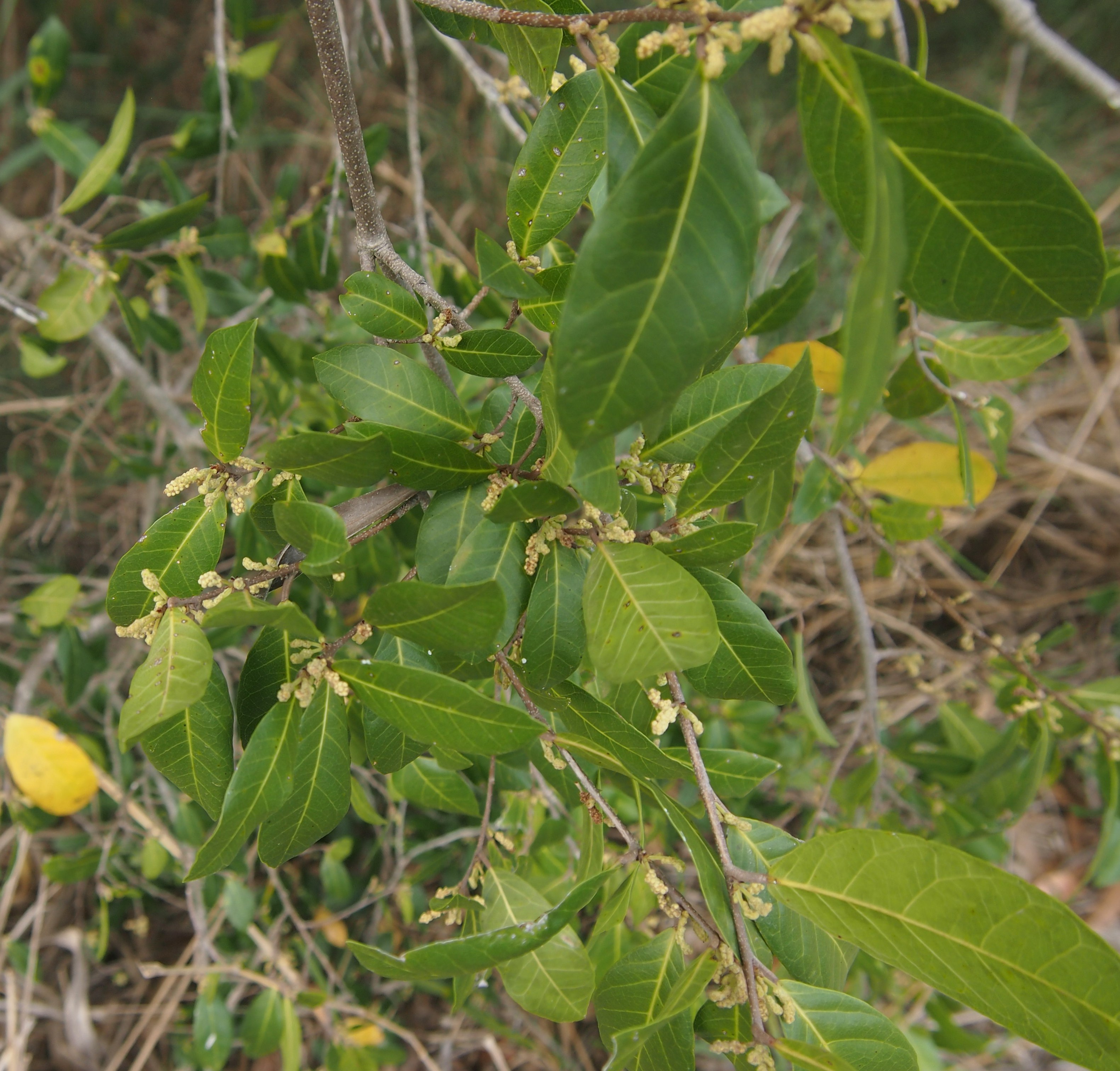
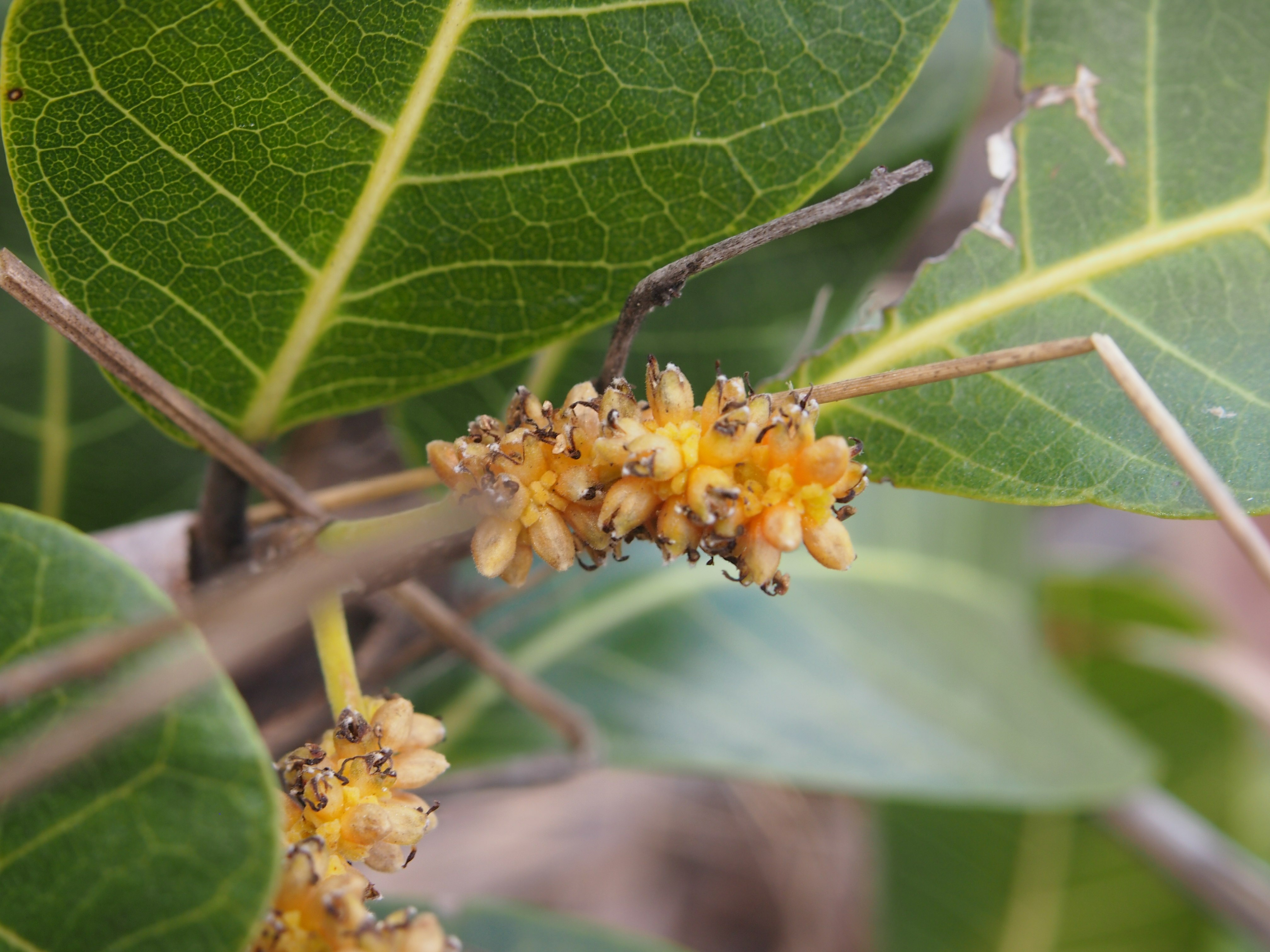
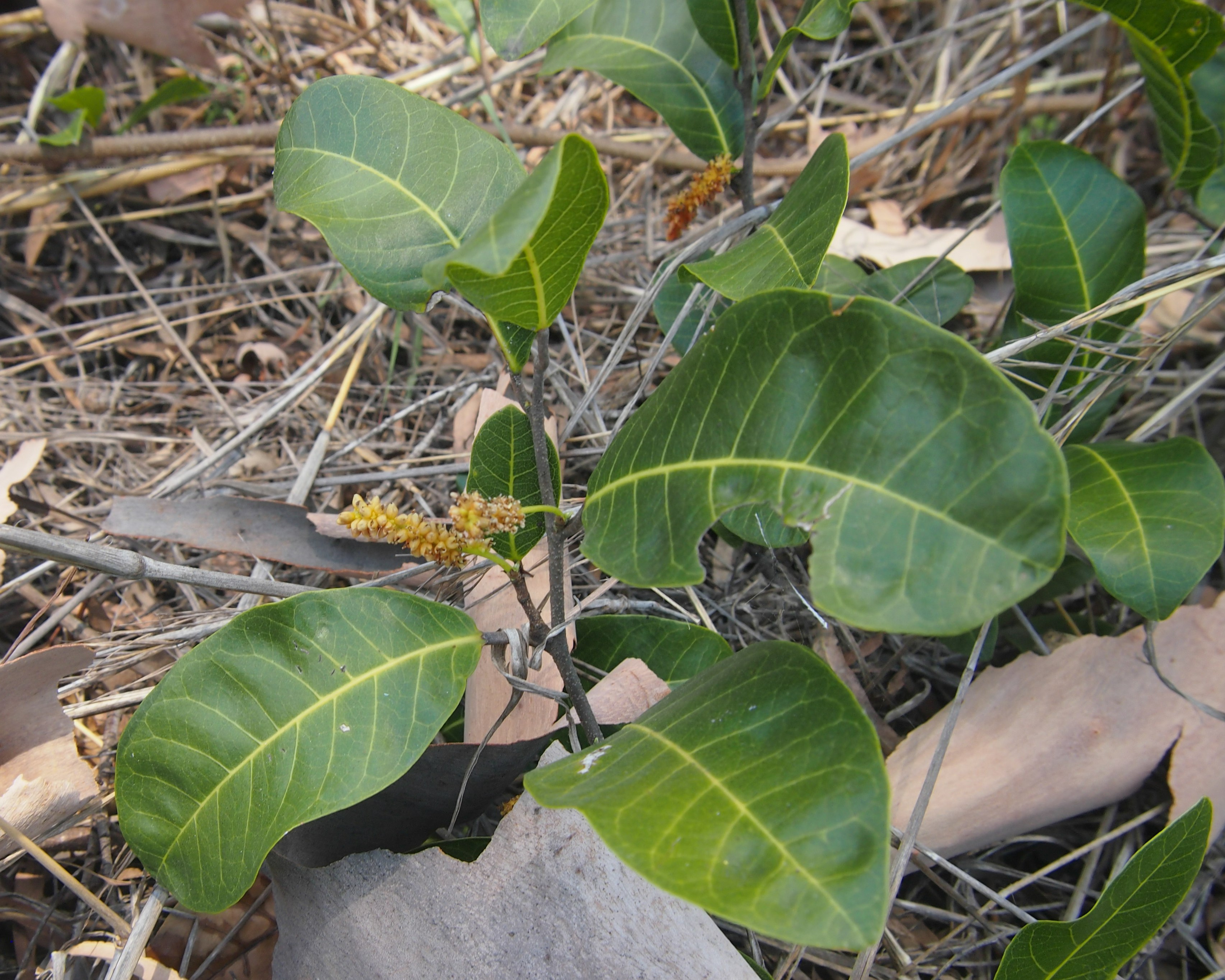
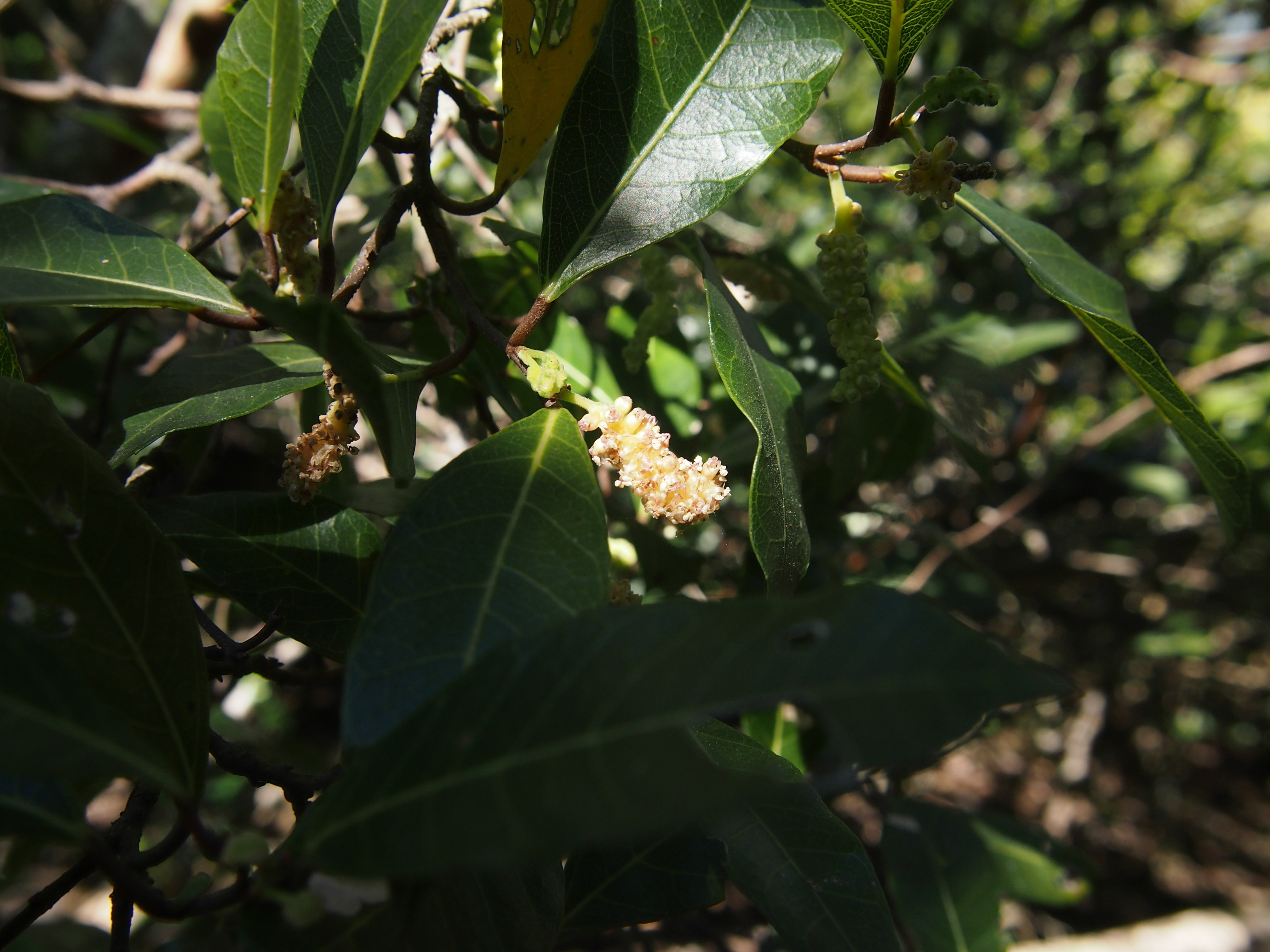